# Åklagarregion
Åklagarregion var åklagarväsendets högre territoriella indelning 1985-2006. I varje åklagarregion fanns en regionåklagarmyndighet 1985-1996 och en åklagarmyndighet 1996-2005. Åklagarregionerna var 1985-1996 indelade i åklagardistrikt, som vart och ett utgjorde en åklagarmyndighet, och från 1996 i åklagarkammare. Sedan 2005 har de regionala åklagarmyndigheterna upphört och ersatts av en enda central förvaltningsmyndighet, Åklagarmyndigheten.

## Åklagarregioner i Sverige 2005
- Stockholms län och Gotlands län (Stockholm)

- Uppsala län, Värmlands län, Örebro län, Västmanlands län, Dalarnas län och Gävleborgs län (Västerås)

- Södermanlands län, Östergötlands län, Jönköpings län, Kronobergs län och Kalmar län (Linköping)

- Blekinge län och Skåne län (Malmö)

- Hallands län och Västra Götalands län (Göteborg)

- Västernorrlands län, Jämtlands län, Västerbottens län och Norrbottens län (Umeå)

(Inom parentes åklagarmyndighetens namn och kansliort.)

## Områden 2015
Numera har Åklagarmyndigheten en regional indelning , vars gränser och huvudorter är desamma som polisregionernas. Dessa kallas emellertid åklagarområden, möjligen för att undvika förväxling med den tidigare regionindelningen.